# Санта-Кларська діоцезія
Са́нта-Кла́рська діоце́зія (лат. Dioecesis Centumfocencis; ісп. Diócesis de Santa Clara) — діоцезія римського обряду Католицької церкви на Кубі, з центром у місті Санта-Клара. Охоплює терени Вілья-Кларської і частину Санкті-Спіритуської провінцій Куби. Входить до складу Камагуейської церковної провінції. Суфраганна діоцезія Камагуейської архідіоцезії. Заснована 1 квітня 1995 року. Голова — єпископ Санта-Кларський. Центральний храм — Санта-Кларський собор.  Площа — 12,754 км². Населення — 1,176,219 ос.; з них католики — 518,935 ос. (44.1%). Чинний голова — Марсело Артуро Гонсалес-Амадор, єпископ Санта-Кларський.

## Історія
Санта-Кларська діоцезія була створена 1 квітня 1995 року шляхом поділу Сьєнфуегосько-Санта-Кларської діоцезії на Санта-Кларську і Сьєнфуегоську діоцезії.

## Єпископи
- Марсело Артуро Гонсалес-Амадор

## Статистика
Згідно з «Annuario Pontificio» і Catholic-Hierarchy.org:
| Рік  | Населення | Населення | Населення | Священики | Священики | Священики | Священики           | Диякони | Ченці    | Ченці | Парафії |
| Рік  | католики  | загалом   | %         | загалом   | секулярні | ченці     | вірних на священика | Диякони | чоловіки | жінки | Парафії |
| ---- | --------- | --------- | --------- | --------- | --------- | --------- | ------------------- | ------- | -------- | ----- | ------- |
| 1999 | 502.000   | 1.149.000 | 43,7      | 24        | 14        | 10        | 20.916              | 6       | 11       | 32    | 34      |
| 2000 | 502.000   | 1.145.302 | 43,8      | 26        | 15        | 11        | 19.307              | 6       | 12       | 27    | 34      |
| 2001 | 504.000   | 1.145.302 | 44,0      | 24        | 15        | 9         | 21.000              | 12      | 10       | 30    | 34      |
| 2002 | 506.000   | 1.149.000 | 44,0      | 24        | 15        | 9         | 21.083              | 12      | 10       | 29    | 34      |
| 2003 | 506.000   | 1.146.900 | 44,1      | 25        | 16        | 9         | 20.240              | 12      | 10       | 31    | 34      |
| 2004 | 518.935   | 1.176.219 | 44,1      | 27        | 17        | 10        | 19.219              | 12      | 12       | 32    | 34      |
| 2010 | 574.000   | 1.298.642 | 44,2      | 33        | 21        | 12        | 17.393              | 11      | 14       | 50    | 34      |
| 2014 | 573.900   | 1.300.500 | 44,1      | 36        | 30        | 6         | 15.941              | 17      | 9        | 42    | 34      |